# Eixo Atlântico de Alta Velocidade

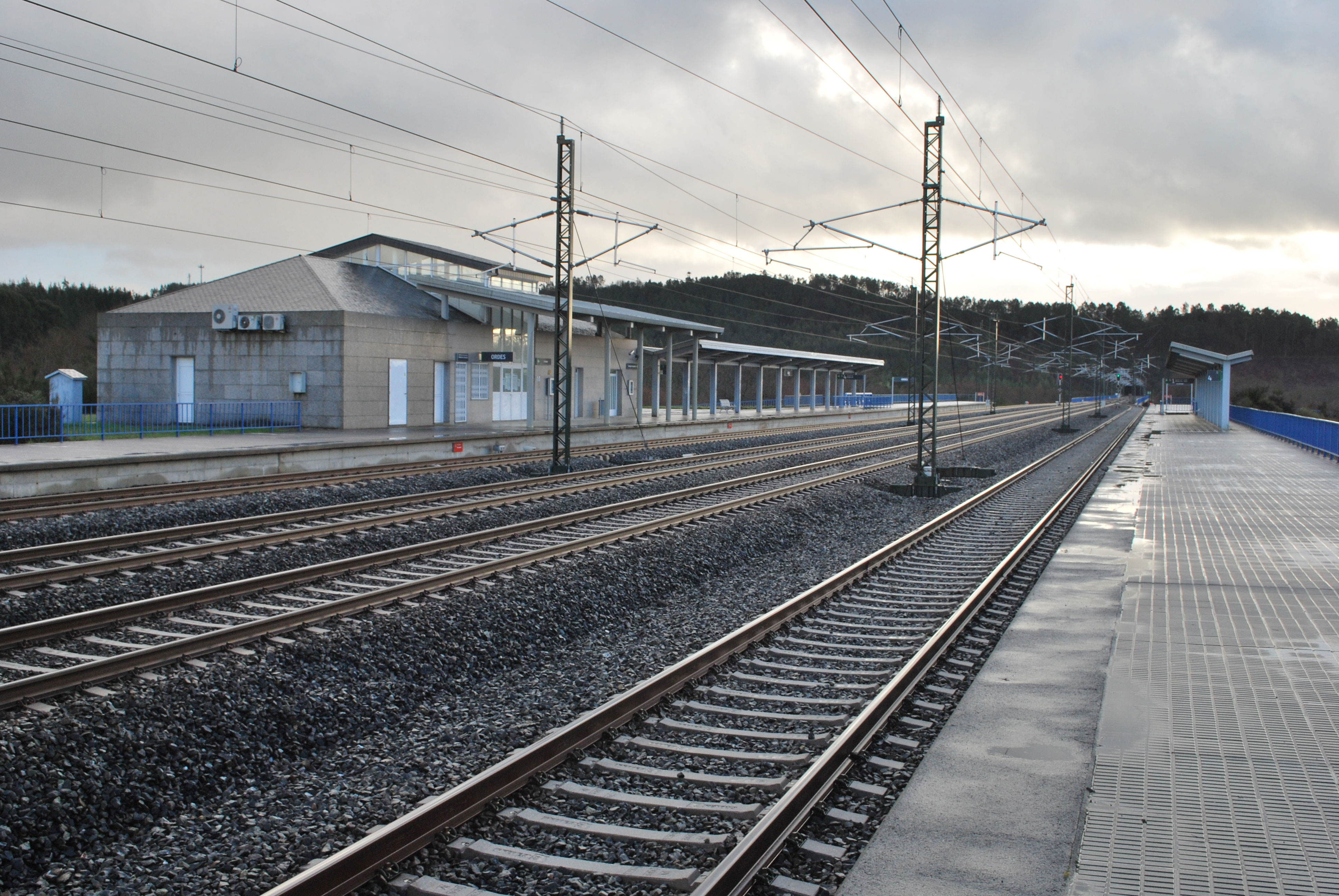
Linha do Eixo Atlântico na nova estação de Ordes

O Eixo Atlântico de Alta Velocidade é o corredor ferroviário que decorre pela costa atlântica da Galiza, entre as cidades da Corunha, Santiago de Compostela, Vilagarcía de Arousa, Pontevedra e Vigo, com continuação prevista até à fronteira portuguesa em Valença, passando por quatro das sete grandes cidades galegas.
Trata-se de uma infraestrutura com via dupla e traçado apto para 250 km/h, com carris de 60 kg/m. Actualmente é uma linha ferroviária de bitola ibérica, tendo sido, no entanto, instaladas travessas polivalentes que permitirão a sua passagem a bitola padrão a partir de 2018. Em 2016 está prevista a instalação do sistema de segurança ERTMS nível 1.
Em Dezembro de 2011 inaugurou-se o troço entre Santiago de Compostela e a Corunha, e em Março de 2015 foi inaugurado o restante troço até à Estação Ferroviária de Vigo-Urzáiz, o que marcou a conclusão da obra. 
O projecto consistiu na requalificação parcial da linha Redondela-Santiago de Compostela e do troço Santiago de Compostela-Corunha da Linha Corunha-Zamora, tendo sido efectuadas várias correcções de traçado, incluindo a construção de múltiplas variantes, 37 túneis e 32 viadutos. 
De entre as obras de arte construídas destaca-se o Viaduto do Rio Ulha, com 1621,5 metros de comprimento, que ostenta o recorde mundial de comprimento de vão para viadutos mistos (betão/ferro), e o Viaduto do Rio Sar, com 2411 m. Mais de um terço do percurso é efectuado em túnel, destacando-se o Túnel da Madroa, entre Redondela e Vigo, com 8252m. Foram ainda construídas cinco novas estações, sendo que as restantes seis receberam profundas obras de requalificação.
A construção do Eixo Atlântico permitiu uma redução muito significativa nos tempos de percurso entre as cidades do litoral galego. Com efeito, o percurso Vigo-Corunha passou a demorar apenas 1 hora e 23 minutos, sendo que antes das obras, em 2004, os comboios levavam 2 horas e 35 minutos a efectuar este trajecto. Com a entrada em funcionamento do sistema ERTMS nível 1, prevê-se que o tempo de viagem entre as duas cidades seja reduzido para apenas 1 hora.

## Estações
Estações de Alta Velocidade
- Vigo-Urzáiz (construída de raiz)
- Pontevedra (requalificada)

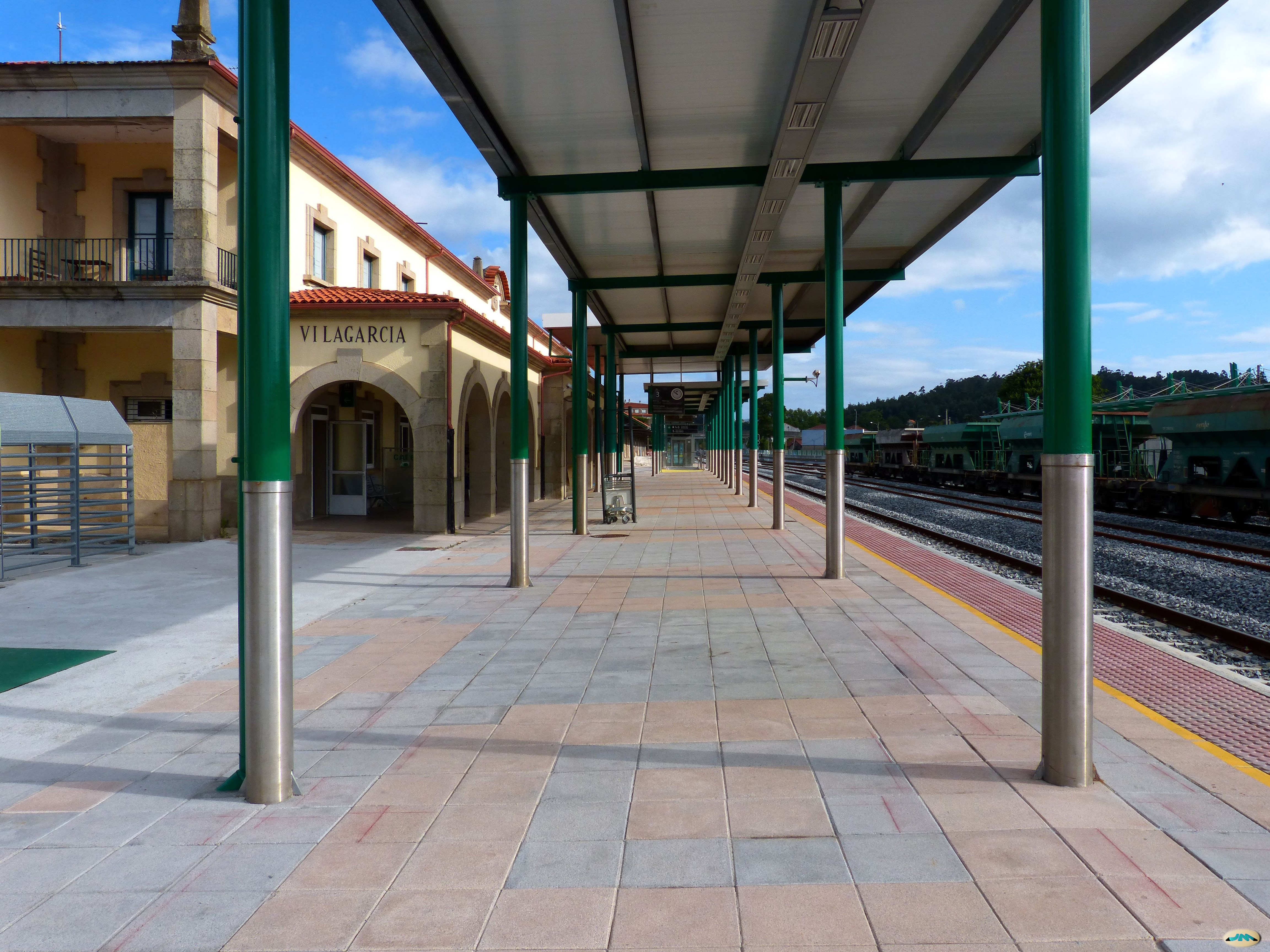
Estação de Vilagarcía de Arousa depois das obras de remodelação

- Vilagarcia de Arousa (requalificada)
- Santiago de Compostela (requalificada)
- Corunha (requalificada)

Estações para serviços regionais:
- Redondela-AV (construída de raiz)
- Arcade (Apeadeiro)- requalificado
- Pontevedra-Universidade (Apeadero)- requalificado
- Padrón-Barbanza (construída de raiz)
- Osebe (Apeadeiro)- requalificado
- Ordes (construída de raiz)
- Cerceda-Meirama (construída de raiz)
- Uxes (requalificada)| - v - d - e Estações do Eixo Atlântico de Alta Velocidade                                                                                                                                      | - v - d - e Estações do Eixo Atlântico de Alta Velocidade |
| --- | --------------------------------------------------------- |
| Vigo-Urzáiz • Redondela-AV • Arcade • Pontevedra • Pontevedra-Universidade • Vilagarcía de Arousa • Padrón-Barbanza • Osebe• Santiago de Compostela • Ordes • Cerceda-Meirama • Uxes • Corunha |                                                           |

## Ligações a outras linhas de alta velocidade
Estão previstas ligações às seguintes linhas de Alta Velocidade:
- L.A.V. Olmedo-Zamora-Galicia em Santiago, ligação a Castela e Leão e Madrid.
- Corredor interior da Galiza em Vigo e na Corunha. Trata-se de um corredor que compreende parte da L.A.V. sub-cantábrica (León-Ponferrada-Corunha), que ligaria Vigo - Ourense - Monforte de Lemos - Lugo - Corunha, completando as conexões entre as principais cidades da Galiza.
- Linhas de alta velocidade em Portugal, conecta algumas das principais e maiores cidades do país como Braga, Porto, Vila Nova de Gaia, Aveiro, Coimbra, Leiria e Lisboa num único corredor norte-sul.

## Conexão Galiza-Portugal
Atualmente o projecto está suspenso.

Projecto de conexão na fronteira de Galiza com Portugal do Eixo Atlântico de comboios de alta velocidade.

## Ligações Externas
- Eje Atlántico em adif.es
- Corredor Atlántico em renfe.com (link arquivado)